# Haus Bosmann

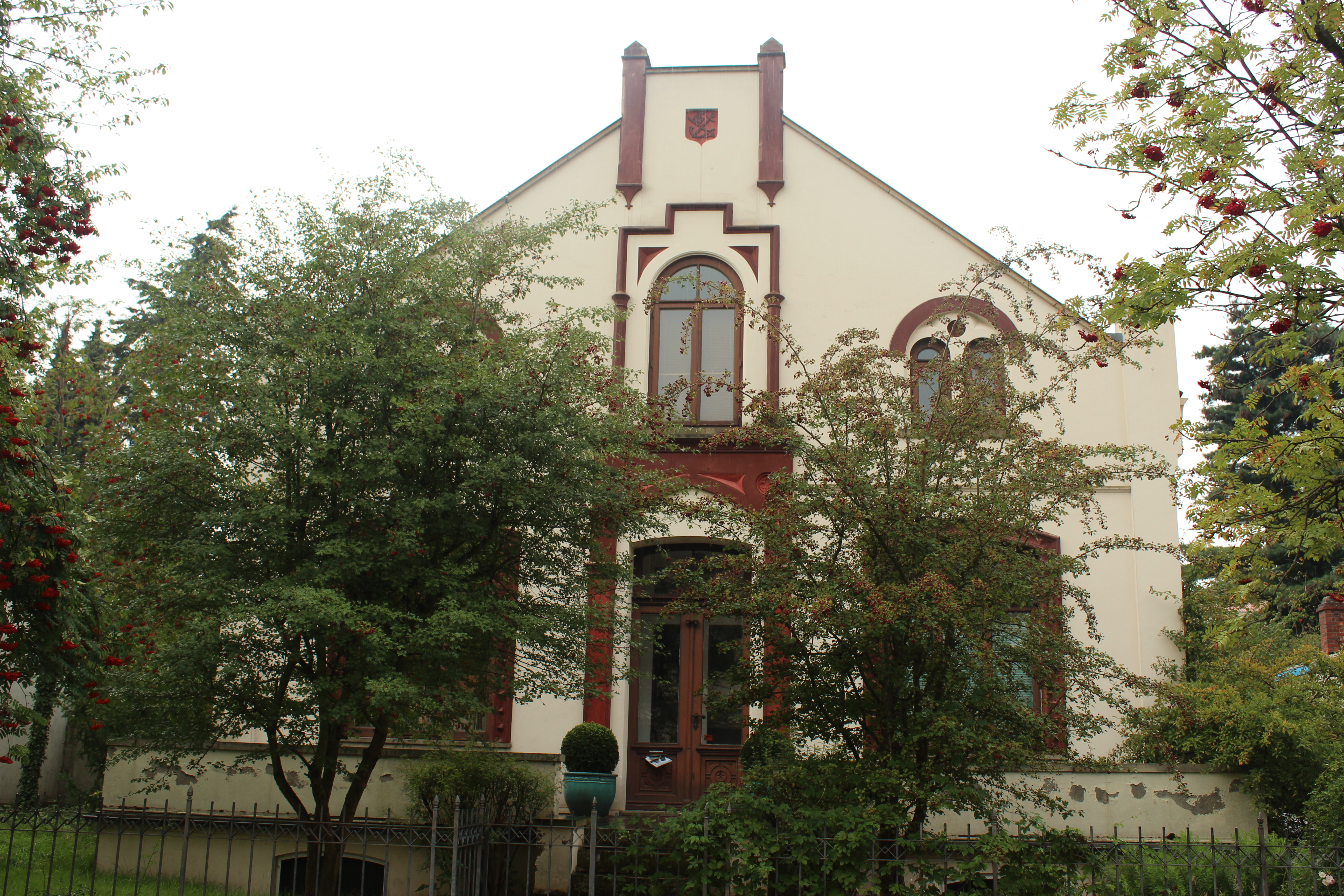
Haus Bosmann

Das Haus Bosmann befindet sich in Bremen, Stadtteil Vegesack, Ortsteil Vegesack, Jaburgstraße 6. Das Wohnhaus entstand um 1850 nach Plänen Hinrich Bosman. Es steht seit 1991 unter Bremer Denkmalschutz.

## Geschichte
Das eingeschossige, verputzte Giebelhaus mit einem Satteldach, dem Sockelgeschoss und der dekorativen straßenseitigen Giebelfront mit Flankierungstürmchen am oberen geraden Giebelabschluss wurde um 1850 in der Epoche Historismus im neuen Tudorstil für und von dem Baumeister und Taxator Hinrich Bosman gebaut.
Heute (2018) wird das Haus zum Wohnen genutzt.